# Moritz Fuhrmann
Moriz Fuhrmann (12. dubna 1852, Ostrovačice – 29. října 1910, Vídeň) byl moravský podnikatel v oboru textilnictví, stavebník a první majitel brněnské vily dnes známé jako Löw-Beer.

## Kariéra
Nejprve pracoval v různých brněnských textilních podnicích (L. Auspitz Enkel, Moses Löw-Beer). Roku 1885 založil s Hermannem Pollackem firmu Fuhrmann et Pollack. V roce 1893 zakoupil pozemek a budovy na Cejlu 72, kde o dva roky později zřídil svůj vlastní podnik s továrnou na vlněné zboží, plyš a imitace luxusnějšího zboží – kožešin (krimr) a orientálních koberců. Zvláště koberce, prodávané pod obchodním názvem Muskabat, se staly úspěšným vývozním zbožím. Když firma na přelomu století založila pobočný závod v Hlinsku v Čechách, vyráběl zejména tyto koberce.
Moriz Fuhrmann se veřejně angažoval, především jako člen různých profesních organizací. Dosáhl také některých vyznamenání udílených habsburskou monarchií (např. rytíř řádu Františka Josefa).

## Rodina
Moriz Fuhrmann se oženil roku 1884 s Karoline (1864–1940), rozenou Pick. Narodili se jim dva synové, Hans (1885–1944) a Heinrich (1889–1951). Oba navázali na otcovu podnikatelskou činnost. Hans zahynul během holokaustu společně s druhou manželkou Ernou v Osvětimi.

## Vila
Jelikož to byla běžná dobová praxe, bydlel Moriz Fuhrmann zprvu přímo v areálu své továrny na Cejlu. Přibližně po deseti letech si však nechal postavit rodinnou vilu v příjemnějším prostředí, v ulici s výmluvným názvem Sadová (dnes Drobného 22). Návrh výstavné secesní budovy s mnoha rostlinnými ozdobnými motivy zpracoval vídeňský architekt Alexandr Neumann a postavena byla v letech 1903–1904. Moriz Fuhrmann a jeho rodina ji nicméně obývali jen několik let. 29. října 1910 Moriz Fuhrmann zemřel a dědicové vilu v srpnu 1913 prodali Alfredu Löw-Beerovi.